# Gustavo Garcia
Gustavo Garcia dos Santos (San Paolo, 4 gennaio 2002) è un calciatore brasiliano, difensore del Famalicão.

## Carriera

### Club
Garcia ha iniziato la sua carriera nel settore giovanile del Palmeiras, esordendo in prima squadra il 3 marzo 2021 nel pareggio per 2-2 contro il Corinthians.
Ha debuttato in Série A il 1º dicembre 2021, partendo titolare nella partita contro il Cuiabá. Il 10 dicembre ha rinnovato il contratto fino al 2024.

### Nazionale
Ha giocato nelle nazionali giovanili brasiliane Under-16 ed Under-17.

## Statistiche

### Presenze e reti nei club
Statistiche aggiornate al 19 maggio 2022.
| Stagione        | Squadra         | Campionato      | Campionato | Campionato | Coppe nazionali | Coppe nazionali | Coppe nazionali | Coppe continentali | Coppe continentali | Coppe continentali | Altre coppe | Altre coppe | Altre coppe | Totale | Totale | Totale |
| Stagione        | Squadra         | Comp            | Pres       | Reti       | Comp            | Pres            | Reti            | Comp               | Pres               | Reti               | Comp        | Pres        | Reti        | Pres   | Reti   |        |
| --------------- | --------------- | --------------- | ---------- | ---------- | --------------- | --------------- | --------------- | ------------------ | ------------------ | ------------------ | ----------- | ----------- | ----------- | ------ | ------ | ------ |
| 2021            | Palmeiras       | A1/SP+A         | 8+3        | 0          | CB              | 0               | 0               | CL                 | 0                  | 0                  |             | -           | -           | 11     | 0      |        |
| 2022            | Palmeiras       | A1/SP+A         | 1+4        | 0          | CB              | 0               | 0               | CL                 | 0                  | 0                  |             | -           | -           | 5      | 0      |        |
| 2023            | Palmeiras       | A1/SP+A         | 3+3        | 0          | CB              | 0               | 0               | CL                 | 3                  | 0                  |             | -           | -           | 9      | 0      |        |
| Totale carriera | Totale carriera | Totale carriera | 22         | 0          |                 | 0               | 0               |                    | 3                  | 0                  |             | -           | -           | 25     | 0      |        |

## Palmarès

### Club

#### Competizioni statali
- Campionato paulista: 2

Palmeiras: 2023, 2024

#### Competizioni nazionali
- Campionato brasiliano: 1

Palmeiras: 2023